# Frode Thingnæs
Frode Thingnæs (* 20. Mai 1940 in Nore og Uvdal; † 15. November 2012 in Oslo) war ein norwegischer Jazzposaunist, Bandleader und Komponist.

## Leben und Wirken
Thingnæs studierte am Königlichen Musikkonservatorium in Dänemark. Seit Ende der 1950er-Jahre trat er u. a. mit den Bands von Bjørn Jacobsen, Gunnar Brostigen, Mikkel Flagstad und Kjell Karlsen auf. Seit 1961 leitete er ein eigenes Quartett, dem im Laufe der Zeit Musiker wie Egil Kapstad, Terje Rypdal, Laila Dalseth, Espen Rud, Bjørn Alterhaug und Per Husby angehörten. Mit seinem Sextett wurde er zum Montreux Jazz Festival 1969 eingeladen.
1970 wurde er mit dem Buddyprisen ausgezeichnet, zehn Jahre später folgte (für Direct to Dish) der Spellemannprisen in der Kategorie Jazz und 1983 der Gammlengprisen für Jazz.
Daneben wirkte Thingnæs als Dirigent an zwei Theatern Oslos, dirigierte das Forsvarets Stabsmusikkorps und mehr als dreißig Jahre lang das Kampen Janitsjarorkester. Für den Melodi Grand Prix komponierte er 1974 Hvor er du? und 1976 Mata Hari (beide Male für Anne-Karine Strøm). Sein Flåklypaballetten für Sinfonieorchester wurde 1985 an der norwegischen Oper aufgeführt. Im selben Jahr entstanden seine Sonnets to Sundry Notes of Music für Sinfonieorchester, Bigband und Chor nach Texten von Shakespeare.
An seinem Album Watch What Happens (1993) wirkten Henryk Lysiak, Jan Erik Kongshaug, Pete Knutsen, Steffen Stokland, Svein Christiansen und Terje Gewelt mit. Später leitete Thingnæs ein Quintett mit Harald Gundhus.